# Mistrovství světa bez rozdílu vah v judu 2017
Mistrovství světa bez rozdílu vah v judu proběhlo v Kongresovém paláci (Palais des Congrès) v Marrákéši, Maroko ve dnech 11. až 12. listopadu 2017.

## Informace a program turnaje
- sobota – 11. listopadu 2017 – muži
- neděle – 12. listopadu 2017 – ženy

### Účast
Turnaje se účastnili přední judisté těžké a polotěžké váhy, které doplňovali judisté z nižších vah. Státy mohly postavit maximálně 8 judistů – 4 muže a 4 ženy. Této možnosti využily mezi muži Rusko a Gruzie. Nejpočetnější výpravou byl tým Ruska s počtem 7 judistů (4 muži a 3 ženy). Celkem startovalo 40 mužů a 18 žen z 28 států. 13 států vyslalo jednoho zástupce.
Chyběly silné výběry Brazílie a Jižní Koreje, nepřijely silné judistky z Číny, Spojených státu nebo Spojeného království, mezi muži scházeli judisté z Ázerbájdžánu, Egypta nebo reprezentace Švédska, Polska.

### Herní systém
Judisté se utkávají mezi sebou v pavouku. Poražení čtvrtfinalisté postupují do oprav, ze kterých mohou postoupit do boje o 3. místo. Klasifikováni jsou judisté, kteří v turnaji vyhráli alespoň jeden zápas. V disciplíně bez rozdílu vah bylo rozlosování bez nasazování.
V roce 2017 byla regulérní hrací doba pro muže i ženy 4 minuty. Při nerozhodném výsledku zápas pokračoval prodloužením do doby, kdy jeden z judistů nebodoval.

## Česká stopa
podrobně zde
- Michal Horák

## Podrobné výsledky

### Muži
- Datum: 11. listopad 2017

| S. | Č.  | Judista                       | Vyřazovací boje       | Vyřazovací boje   | Vyřazovací boje   | Vyřazovací boje   | Vyřazovací boje | Vyřazovací boje   | CP               | Opravy            | Opravy          |
| S. | Č.  | Judista                       | 1/64                  | 1/32              | 1/16              | čtvrtfinále       | semifinále      | finále            | CP               | o 3. místo        | 1. kolo         |
| -- | --- | ----------------------------- | --------------------- | ----------------- | ----------------- | ----------------- | --------------- | ----------------- | ---------------- | ----------------- | --------------- |
| A  | 1.  | Guram Tušišvili (GEO)         | volný los             | 3./prohra         |                   |                   |                 |                   | úč.              |                   |                 |
| A  | 2.  | Jurij Krakoveckij (KGZ)       | 3./prohra             |                   |                   |                   |                 |                   | úč.              |                   |                 |
| A  | 3.  | Teddy Riner (FRA)             | 2./4:19/uma           | 1./výhra/hrg      | 4./2:26/osg+drž   | 9./3:40/uma       | 20./5:36/uma    | 29./výhra/sug_oga | Zlatá medaile    |                   |                 |
| A  | 4.  | Faicel Jaballah (TUN)         | volný los             | 5./výhra/sug      | 3./prohra         |                   |                 |                   | 9.               |                   |                 |
| A  | 5.  | Anton Bračov (RUS)            | volný los             | 4./prohra         |                   |                   |                 |                   | úč.              |                   |                 |
| A  | 6.  | Vlăduț Simionescu (ROU)       | volný los             | 7./0:34/ksg       | 9./prohra         |                   |                 |                   | 9.               |                   |                 |
| A  | 7.  | Mustapha Abdallaoui (MAR)     | 8./0:51/škr(oej)      | 6./prohra         |                   |                   |                 |                   | 17.              |                   |                 |
| A  | 8.  | Mahdí Lilí (ALG)              | 7./prohra             |                   |                   |                   |                 |                   | úč.              |                   |                 |
| A  | 9.  | Battulgyn Temüülen (MGL)      | volný los             | 10./3:45/yus      | 6./2:58/drž(kks)  | 3./prohra         |                 |                   | 7.               |                   | 14./prohra      |
| A  | 10. | Stephen Hegyi (AUT)           | volný los             | 9./hsk            |                   |                   |                 |                   | úč.              |                   |                 |
| B  | 11. | Alexandr Vachovjak (BLR)      | volný los             | 13./3:32/sta      | 14./prohra        |                   |                 |                   | 9.               |                   |                 |
| B  | 12. | Nacif Elias (LBN)             | 13./prohra            |                   |                   |                   |                 |                   | úč.              |                   |                 |
| B  | 13. | Henk Grol (NED)               | 12./2:28/kou+drž      | 11./prohra        |                   |                   |                 |                   | 17.              |                   |                 |
| B  | 14. | Takeši Odžitani (JPN)         | volný los             | 15./4:00/tos+drž  | 11./výhra/ogu_stg | 20./prohra        |                 |                   | Bronzová medaile | 37./5:13/yus      | 9./3:36/kug+drž |
| B  | 15. | Sven Heinle (GER)             | volný los             | 14./prohra        |                   |                   |                 |                   | úč.              |                   |                 |
| B  | 16. | Mahdí Malikí (MAR)            | 17./prohra            |                   |                   |                   |                 |                   | úč.              |                   |                 |
| B  | 17. | Oleksandr Hordijenko (UKR)    | 16./2:06/uma          | 18./3:52/gaw+drž  | 20./hsk           |                   |                 |                   | 9.               |                   |                 |
| B  | 18. | Adam Okruašvili (GEO)         | volný los             | 17./prohra        |                   |                   |                 |                   | úč.              |                   |                 |
| B  | 19. | Anton Krivobokov (RUS)        | volný los             | 20./prohra        |                   |                   |                 |                   | úč.              |                   |                 |
| B  | 20. | Andy Granda (CUB)             | volný los             | 19./4:26/oug(gaw) | 17./1:09/yus      | 14./6:35/hrg      | 3./prohra       |                   | 5.               | 32./prohra        |                 |
| C  | 21. | Nadjib Temmar (ALG)           | volný los             | 22./prohra        |                   |                   |                 |                   | úč.              |                   |                 |
| C  | 22. | Alexandr Michajlin (RUS)      | 23./4:12/uma          | 21./výhra/oug_dab | 24./výhra/hra     | 29./prohra        |                 |                   | 7.               |                   | 32./prohra      |
| C  | 23. | Ölzíbajaryn Düürenbajar (MGL) | 22./prohra            |                   |                   |                   |                 |                   | úč.              |                   |                 |
| C  | 24. | Cyrille Maret (FRA)           | volný los             | 25./3:35/osg+drž  | 22./prohra        |                   |                 |                   | 9.               |                   |                 |
| C  | 25. | Ori Sason (ISR)               | volný los             | 24./prohra        |                   |                   |                 |                   | úč.              |                   |                 |
| C  | 26. | Levan Matyjašvili (GEO)       | volný los             | 28./              | 29./prohra        |                   |                 |                   | 9.               |                   |                 |
| C  | 27. | Daniel Allerstorfer (AUT)     | 28./prohra            |                   |                   |                   |                 |                   | úč.              |                   |                 |
| C  | 28. | Andrij Kolesnyk (UKR)         | 27./4:00/ksk(gaw)+drž | 26./prohra        |                   |                   |                 |                   | 17.              |                   |                 |
| C  | 29. | Toma Nikiforov (BEL)          | volný los             | 30./0:56/son      | 26./4:00/son+drž  | 22./3:22/ksk(gaw) | 37./1:45/ksk    | 3./prohra         | Stříbrná medaile |                   |                 |
| C  | 30. | Adil Hajji (MAR)              | volný los             | 29./prohra        |                   |                   |                 |                   | úč.              |                   |                 |
| D  | 31. | Mbagnick Ndiaye (SEN)         | volný los             | 32./hsk           |                   |                   |                 |                   | úč.              |                   |                 |
| D  | 32. | Alex García (CUB)             | volný los             | 31./3:13/yus      | 34./2:44/yus      | 37./hsk           |                 |                   | Bronzová medaile | 20./výhra/osm+drž | 22./9:59/yus    |
| D  | 33. | Jakiv Chammo (UKR)            | volný los             | 34./prohra        |                   |                   |                 |                   | úč.              |                   |                 |
| D  | 34. | Adlan Bisultanov (RUS)        | 35./výhra/stg         | 33./výhra/kug     | 32./hsk           |                   |                 |                   | 9.               |                   |                 |
| D  | 35. | Michal Horák (CZE)            | 34./prohra            |                   |                   |                   |                 |                   | úč.              |                   |                 |
| D  | 36. | Barna Bor (HUN)               | 37./prohra            |                   |                   |                   |                 |                   | úč.              |                   |                 |
| D  | 37. | Kokoro Kageura (JPN)          | 36./2:42/son          | 38./5:04/drž(ysg) | 39./výhra/son     | 32./3:02/yus      | 29./prohra      |                   | 5.               | 14./prohra        |                 |
| D  | 38. | Varlam Lipartelijani (GEO)    | volný los             | 37./prohra        |                   |                   |                 |                   | úč.              |                   |                 |
| D  | 39. | Roy Meyer (NED)               | volný los             | 40./výhra/osg     | 37./prohra        |                   |                 |                   | 9.               |                   |                 |
| D  | 40. | Ilias Iliadis (GRE)           | volný los             | 39./prohra        |                   |                   |                 |                   | úč.              |                   |                 |

- reference

### Ženy
- Datum: 12. listopad 2017

| S. | Č.  | Judista                         | Vyřazovací boje   | Vyřazovací boje  | Vyřazovací boje   | Vyřazovací boje  | Vyřazovací boje  | CP               | Opravy                | Opravy            |
| S. | Č.  | Judista                         | 1/32              | 1/16             | čtvrtfinále       | semifinále       | finále           | CP               | o 3. místo            | 1. kolo           |
| -- | --- | ------------------------------- | ----------------- | ---------------- | ----------------- | ---------------- | ---------------- | ---------------- | --------------------- | ----------------- |
| A  | 1.  | Olga Artošinová (RUS)           | volný los         | 2./prohra        |                   |                  |                  | úč.              |                       |                   |
| A  | 2.  | Sarah Asahinaová (JPN)          | volný los         | 1./2:57/sta      | 3./0:39/sta+drž   | 5./3:40/drž(tsg) | 10./3:01/sta+drž | Zlatá medaile    |                       |                   |
| A  | 3.  | Anne-Fatou M'bairová (FRA)      | volný los         | 4./3:19/tno+drž  | 2./prohra         |                  |                  | 7.               |                       | 9./prohra         |
| A  | 4.  | Iryna Kindzerská (AZE)          | volný los         | 3./prohra        |                   |                  |                  | úč.              |                       |                   |
| B  | 5.  | Idalis Ortízová (CUB)           | volný los         | 7./5:03/         | 9./3:56/yus       | 2./prohra        |                  | Bronzová medaile | 17./0:42/ygu+škr(oej) |                   |
| B  | 6.  | Monica Sagnaová (SEN)           | 7./prohra         |                  |                   |                  |                  | úč.              |                       |                   |
| B  | 7.  | Vanessa Mballaová (CMR)         | 6./4:32/          | 5./prohra        |                   |                  |                  | 9.               |                       |                   |
| B  | 8.  | Assunta Galeoneová (ITA)        | volný los         | 9./prohra        |                   |                  |                  | úč.              |                       |                   |
| B  | 9.  | Nihel Cheikhová Rouhouová (TUN) | volný los         | 8./4:54/son      | 5./hsk            |                  |                  | Bronzová medaile | 16./4:17/gaw          | 3./4:00/ogo+drž   |
| C  | 10. | Larisa Cerićová (BIH)           | volný los         | 11./výhra/smk    | 12./2:46/smk      | 16./3:54/yus     | 2./prohra        | Stříbrná medaile |                       |                   |
| C  | 11. | Unelle Snymanová (RSA)          | volný los         | 10./prohra       |                   |                  |                  | úč.              |                       |                   |
| C  | 12. | Eliannis Aguilarová (CUB)       | volný los         | 13./1:37/stg+drž | 10./prohra        |                  |                  | 7.               |                       | 17./prohra        |
| C  | 13. | Natalja Sokolovová (RUS)        | volný los         | 12./prohra       |                   |                  |                  | úč.              |                       |                   |
| D  | 14. | Assmaa Niangová (MAR)           | volný los         | 16./prohra       |                   |                  |                  | úč.              |                       |                   |
| D  | 15. | Marija Šekerovová (RUS)         | 16./prohra        |                  |                   |                  |                  | úč.              |                       |                   |
| D  | 16. | Tessie Savelkoulsová (NED)      | 15./výhra/isn_oug | 14./2:09/drž     | 17./2:43/drž(ysg) | 10./prohra       |                  | 5.               | 9./prohra             |                   |
| D  | 17. | Romane Dicková (FRA)            | volný los         | 18./3:20/hrg     | 16./prohra        |                  |                  | 5.               | 5./prohra             | 12./5:09/oug(gaw) |
| D  | 18. | Jasmin Külbsová (GER)           | volný los         | 17./prohra       |                   |                  |                  | úč.              |                       |                   |

- reference

## Vysvětlivky
V kolonce, kde je uvedená „výhra“ značí vítězství judisty na body (jedno a více wazari) po uplynutí regulérní hrací doby 4 minut. V případě vítězství na ippon je místo „výhra“ uveden čas, kdy došlo k předčasnému ukončení zápasu. Pokud je čas delší jak 4 minuty, jde o prodloužení a uvádí se vždy čas ukončení zápasu. V prodloužení se zápas ukončuje jakoukoliv bodovanou technikou nebo udělením penalizace (šido). V případě diskvalifikace soupeře (hansokumake) je místo vítězné techniky uvedena zkratka „yus“ (jusei-gači). V prodloužení zkratka „yus“ značí ukočení zápasu penalizací.
Vítězné techniky jsou v kolonce značený mezinárodně zavedenými zkratkami – uči-mata (uma), tai-otoši (tos), tomoe-nage (tng) apod., u technik v boji na zemi je systém zjednodušen na držení (drž), páčení (páč), škrcení (škrc). Vítězná technika v boji na zemi je doplněna pouze v případě plnohodnotného boje na zemi (ne-waza).
Poznámka k umístění: Judisté se v turnaji umístili, pokud vyhráli alespoň jeden zápas i v případě, že jim soupeř nenastoupil. Jinak mají v kolonce CP (celkové pořadí) uvedenou účast (úč.)